# Mohoua ochrocephala
Il testagialla della Nuova Zelanda (Mohoua ochrocephala (Gmelin, 1789)) è un uccello passeriforme della famiglia Mohouidae.

## Etimologia
Il nome scientifico della specie, ochrocephala, deriva dall'unione delle parole greche ωχρος (ōkhros, "color ocra") e κεφαλη (kephalē, "testa"), col significato di "dalla testa gialla", in riferimento alla livrea di questi uccelli: il nome comune altro non è che la traduzione di quello scientifico.

## Descrizione

### Dimensioni
Misura 14–15 cm di lunghezza, per 28-32 g di peso.

### Aspetto

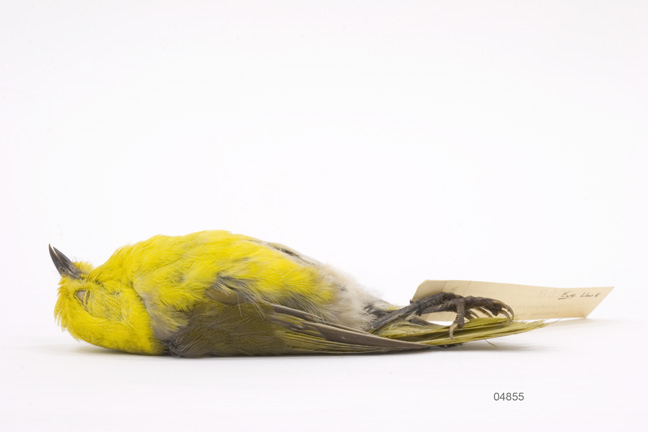
Esemplare impagliato.

Si tratta di uccelletti dall'aspetto paffuto e massiccio, con testa arrotondata, corto collo (sicché la testa appare direttamente incassata nel torso), coda lunga e squadrata e becco corto, conico, sottile e appuntito.
Il piumaggio, come intuibile sia dal nome comune che dal nome scientifico, è di colore giallo oro su testa, petto, fianchi e ventre: sul sottocoda esso si schiarisce bruscamente, divenendo biancastro, mentre sul dorso si scurisce andando a sfumare nel bruno-olivastro. La coda è di colore nerastro, così come di questo colore sono le remiganti e le copritrici.
Il becco e le zampe sono di colore nerastro, mentre gli occhi sono di colore bruno-rossiccio.

## Biologia
Si tratta di uccelletti dalle abitudini essenzialmente diurne, che vivono principalmente in piccoli stormi, passando la maggior parte della giornata alla ricerca di cibo, salvo ritirarsi su posatoi riparati fra la vegetazione arobrea sul far della sera, per passare la notte al riparo dalle intemperie e dai predatori. Durante i movimenti, i vari membri di un gruppo si tengono in contatto fra loro mediante richiami trillanti di 6-8 note.

## Alimentazione
Si tratta di uccelli essenzialmente insettivori, la cui dieta si basa su insetti ed altri piccoli invertebrati scovati fra i rami e la corteccia della canopia: il testagialla può inoltre sporadicamente nutrirsi di bacche, piccoli frutti e nettare.

### Riproduzione
La stagione riproduttiva va da ottobre a febbraio, con picchi delle schiuse fra novembre e dicembre: si tratta di uccelli monogami, che durante il periodo degli amori portano generalmente avanti due covate.
Il nido, a forma di alta coppa, viene costruito da ambedue i partner alla biforcazione di un ramo in alto nella canopia, intrecciando fibre vegetali secche: al suo interno la femmina depone 2-4 uova, che cova alternandosi col maschio e con gli altri membri dello stormo per circa due settimane, al termine delle quali schiudono pulli ciechi ed implumi, i quali vengono accuditi ed imbeccati dai genitori e da uno o più membri del gruppo fino all'indipendenza, che viene generalmente raggiunta a un mese e mezzo circa dalla schiusa e dopo la quale i giovani generalmente entrano a far parte dello stormo dei genitori, aiutando a loro volta nelle cure parentali alle nidiate successive.

## Distribuzione e habitat

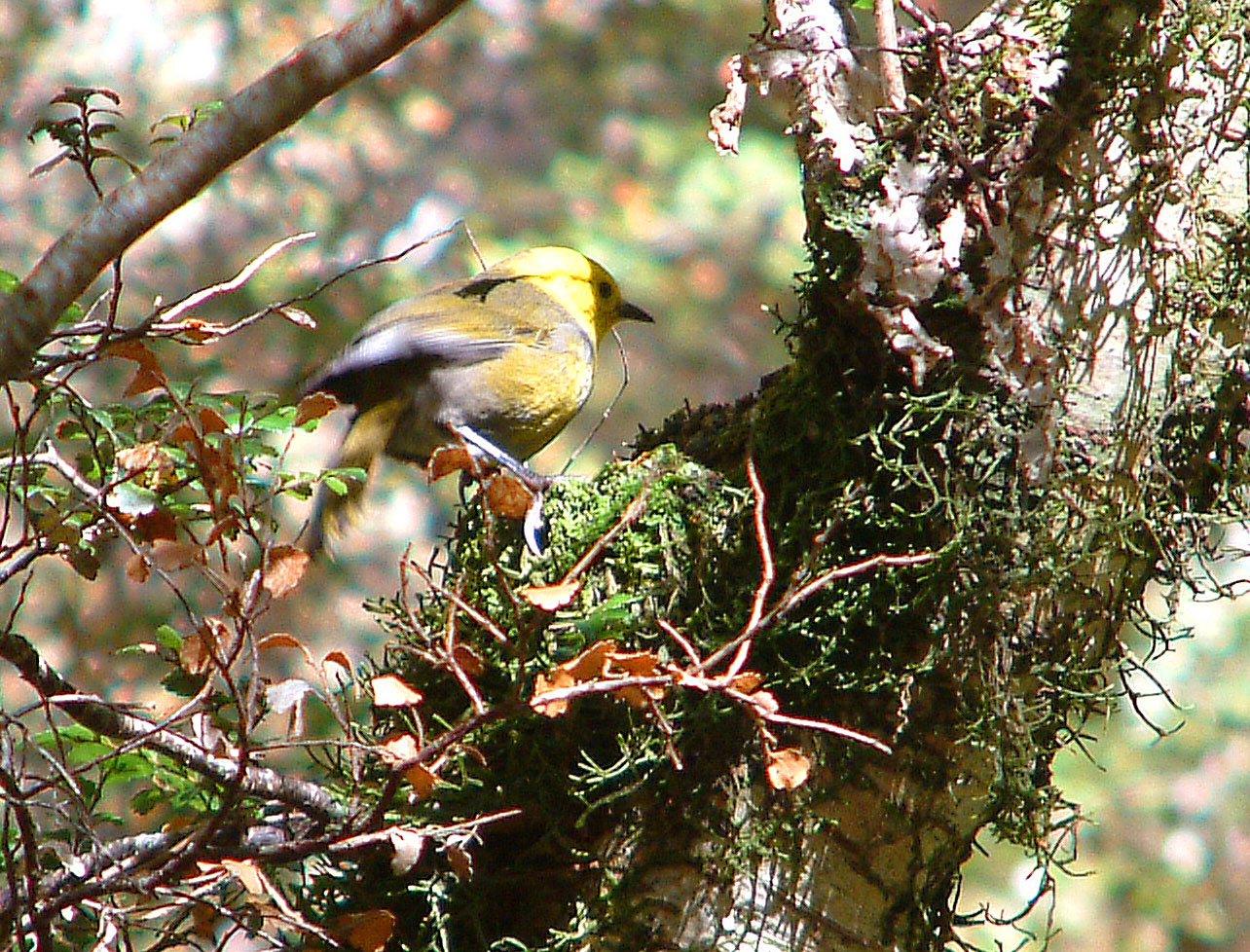
Esemplare sulle Alpi meridionali.

Come intuibile dal nome comune, questo uccello è endemico della Nuova Zelanda, della quale un tempo popolava grossomodo l'intera superficie (oltre alla vicina Stewart Island), mentre attualmente la specie popola la zona costiera meridionale e sud-occidentale dell'isola, con un quarto circa degli esemplari selvatici totali concentrata nell'area dei Catlins.

Questi uccelli tendono ad effettuare migrazioni stagionali, mantenendosi però sempre alla stessa altitudine.
L'habitat di questi uccelli è rappresentato dai boschi di faggio australe con denso sottobosco, favorendo le aree con presenza di radure cespugliose.

## Conservazione
Abbondante in natura fino al XIX secolo, nel corso del '900 il testagialla ha visto diminuire drasticamente il proprio numero, soprattutto a causa della predazione da parte delle specie introdotte (ratti e mustelidi): attualmente si stima che la popolazione di questi uccelli sia diminuita di circa tre quarti rispetto al secolo scorso, e per questo motivo essa viene classificata come in pericolo dalla IUCN.
Il governo neozelandese classifica il testagialla come "specie endemica minacciata protetta": per evitarne l'estinzione, delle popolazioni selvatiche sono state introdotte su alcune isole libere da predatori introdotti, congiuntamente con il controllo e l'eradicazione di questi ultimi dall'entroterra.

Tali progetti (soprattutto l'avvelenamento dei ratti) hanno portato risultati molto positivi, con le popolazioni di testagialla di alcune zone incrementate anche dell'80%.

## Nella cultura di massa
Uno di questi uccelli è rappresentato sul verso della banconota da 100 dollari neozelandesi.